# Lewis Boss
Lewis Boss, ameriški astronom, * 26. oktober 1846, Providence, Rhode Island, ZDA, † 5. oktober 1912, Albany, New York, ZDA.